# Formuladeildin 2010
La Formuladeildin 2010 (anche nota come Vodafonedeildin per ragioni di sponsor) è la 68ª edizione della massima competizione calcistica nelle Isole Fær Øer. Ebbe inizio il 31 marzo e si è conclusa nell'ottobre 2010.

## Stagione

### Novità
Il KÍ Klaksvík e lo 07 Vestur furono retrocessi in 1. deild alla fine della stagione precedente, rimpiazzate dalle neopromosse VB/Sumba (rinominata ad inizio stagione come FC Suðuroy) e B71 Sandur.

### Formula
Visto l'esiguo numero di squadre partecipanti (10), sono previste tre tornate, anziché le classiche due di andata e ritorno, il che permette la disputa di un totale di 27 giornate.
La squadra campione delle Isole Fær Øer ha il diritto a partecipare alla UEFA Champions League 2011-2012, partendo dal primo turno preliminare.
Le squadre classificate al secondo e terzo posto sono ammesse alla UEFA Europa League 2011-2012, partendo entrambe dal primo turno preliminare.
Il vincitore della Coppa Nazionale è ammesso alla UEFA Europa League 2011-2012, partendo dal secondo turno preliminare.
Retrocedono direttamente le ultime due squadre in classifica.

## Squadre partecipanti
| Club        | Città        | Stadio                    | Capacità | Allenatore           |
| ----------- | ------------ | ------------------------- | -------- | -------------------- |
| AB          | Argir        | Argir Stadium             | 2 000    | Samal Erik Hentze    |
| B36         | Tórshavn     | Gundadalur                | 5 000    | Allan Mørkøre        |
| B68         | Toftir       | Svangaskarð               | 6 000    | Bill McLeod Jacobsen |
| B71         | Sandur       | Sandur Stadium            | 2 000    | Piotr Krakowski      |
| EB/Streymur | Streymnes    | Við Margáir               | 1 000    | Heðin Askham         |
| FC Suðuroy  | Vágur        | Vesturi á Eiðinum Stadium | 3 000    | Jón Pauli Olsen      |
| HB          | Tórshavn     | Gundadalur                | 5 000    | Julian Hansen        |
| ÍF          | Fuglafjørður | Fløtugerði                | 3 000    | Ábraham Løkin        |
| NSÍ         | Runavík      | Runavík Stadium           | 2 000    | Pauli Poulsen        |
| Víkingur    | Norðragøta   | Serpugerði Stadium        | 2 000    | Jógvan Martin Olsen  |

## Classifica finale
|  |     | Classifica parziale 2010 | Pt | G  | V  | N | P  | GF | GS | DR  |
|  | --- | ------------------------ | -- | -- | -- | - | -- | -- | -- | --- |
|  | 1.  | HB Tórshavn              | 54 | 27 | 16 | 6 | 5  | 49 | 32 | +17 |
|  | 2.  | EB/Streymur              | 51 | 27 | 14 | 9 | 4  | 65 | 30 | +35 |
|  | 3.  | NSÍ Runavík              | 48 | 27 | 14 | 6 | 7  | 60 | 33 | +27 |
|  | 4.  | ÍF Fuglafjørður          | 43 | 27 | 12 | 7 | 8  | 50 | 41 | +9  |
|  | 5.  | Víkingur Gøta            | 43 | 27 | 12 | 7 | 8  | 44 | 35 | +9  |
|  | 6.  | B36 Tórshavn             | 40 | 27 | 11 | 7 | 9  | 44 | 36 | +8  |
|  | 7.  | B68 Toftir               | 31 | 27 | 8  | 7 | 12 | 42 | 47 | -5  |
|  | 8.  | B71 Sandur               | 23 | 27 | 5  | 8 | 14 | 24 | 65 | -41 |
|  | 9.  | Suðuroy                  | 22 | 27 | 5  | 7 | 15 | 33 | 54 | -21 |
|  | 10. | AB Argir                 | 14 | 27 | 2  | 8 | 17 | 27 | 65 | -38 |

*L'EB Streymur, campione della coppa nazionale, è ammesso direttamente al secondo turno della UEFA Europa League 2011-2012.

## Classifica marcatori
|  | Gol | Marcatore                | Squadra         |  |
|  | 22  | Arnbjørn Hansen          | EB/Streymur     |  |
|  | 22  | Christian Høgni Jacobsen | NSÍ Runavík     |  |
|  | 13  | Fróði Benjaminsen        | HB Tórshavn     |  |
|  | 11  | Øssur Dalbúð             | ÍF Fuglafjørður |  |
|  | 11  | Klæmint Olsen            | NSÍ Runavík     |  |
|  | 10  | Pól Jóhannus Justinussen | B68 Toftir      |  |
|  | 10  | Jón Krosslá Poulsen      | Suðuroy         |  |
|  | 10  | Sølvi Vatnhamar          | Víkingur Gøta   |  |
|  | 8   | Rógvi Poulsen            | HB Tórshavn     |  |
|  | 8   | Hans Pauli Samuelsen     | EB/Streymur     |  |
|  | 8   | Nenad Sarić              | ÍF Fuglafjørður |  |
|  | 8   | Daniel Udsen             | EB/Streymur     |  |
|  |     |                          |                 |  |